# Eisenach
Eisenach (pronunciación en alemán: /ˈaɪ̯zənax/ⓘ) es una ciudad del Estado federado alemán de Turingia.

## Historia

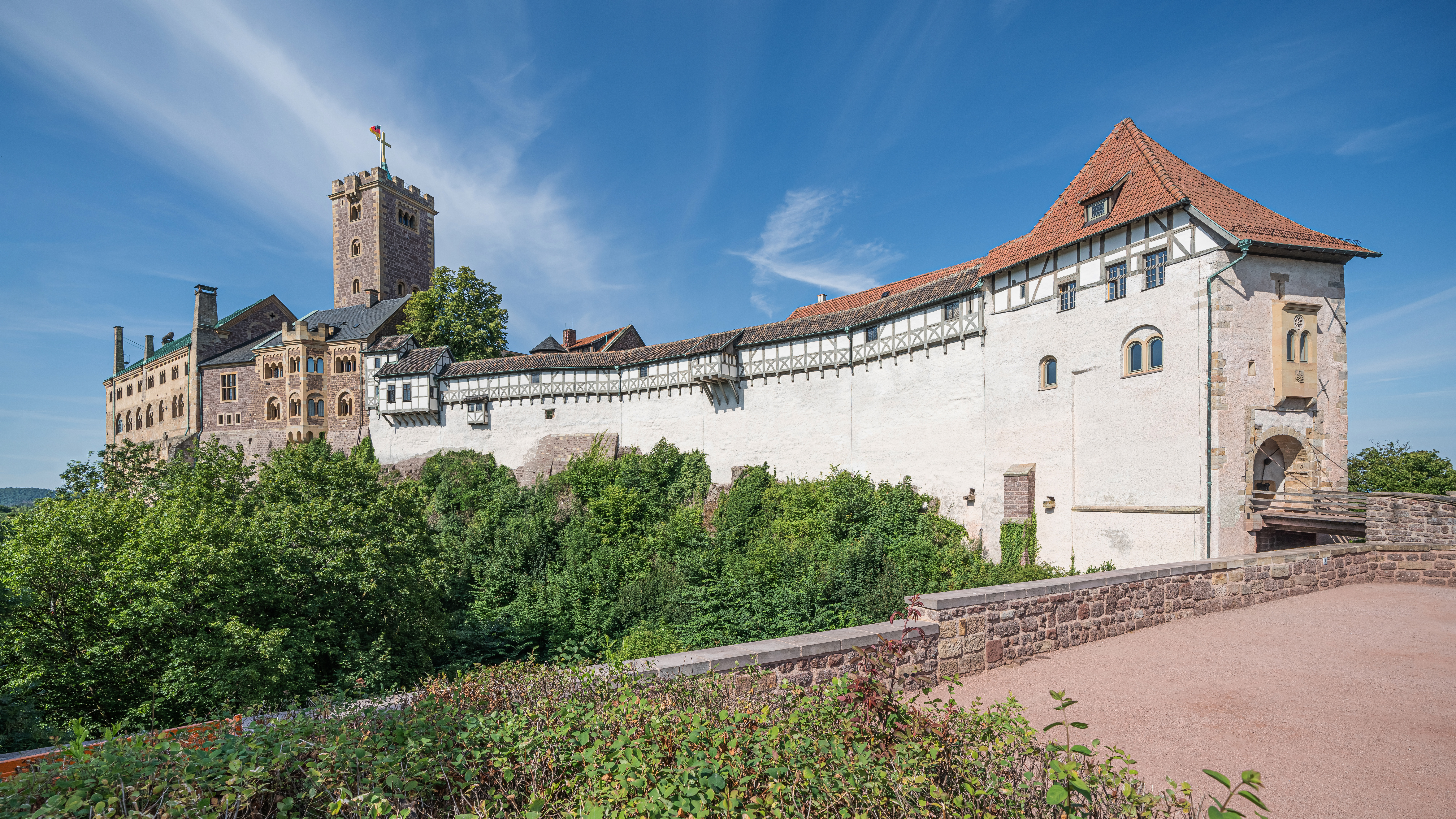
Castillo de Wartburg, sitio de referencia sobre Lutero. Actualmente es Patrimonio de la Humanidad.

En el siglo XVI, Martín Lutero tradujo aquí el Nuevo Testamento al alemán.
El 31 de marzo de 1685, nació en Eisenach uno de los músicos más importantes de occidente, Johann Sebastian Bach.
En 1869, se fundó en Eisenach el Partido Socialdemócrata de Alemania (SPD).

## Economía
Tras la reunificación alemana de 1990, la región que acoge a la ciudad ha vivido una dispar progresión económica y la situación ha mejorado globalmente. Sin embargo, Eisenach ostenta uno de los niveles de riqueza más bajos del país a pesar de las constantes subvenciones del gobierno federal y de la Unión Europea (UE).